# Živica (Požarevac)
Pour les articles homonymes, voir Živica.
Živica (en serbe cyrillique : Живица) est un village de Serbie situé sur le territoire de la ville de Požarevac, district de Braničevo. Au recensement de 2011, il comptait 652 habitants.

## Démographie

### Évolution historique de la population
| 1948  | 1953  | 1961  | 1971  | 1981 | 1991 | 2002 | 2011 |
| ----- | ----- | ----- | ----- | ---- | ---- | ---- | ---- |
| 1 019 | 1 075 | 1 046 | 1 025 | 964  | 914  | 728  | 652  |

|  |